# Zhou Wenlong
Zhou Wenlong (chinesisch 周文龙, * 8. Juni 1987 in Yanbian) ist ein chinesischer Badmintonspieler.

## Karriere
Zhou Wenlong gewann bei der Juniorenweltmeisterschaft 2006 Silber mit dem chinesischen Team und Bronze im Herreneinzel. 2008 wurde er nationaler chinesischer Meister. Bei der Asienmeisterschaft 2009 wurde er Fünfter. 2011 siegte er bei den Russia Open.

## Sportliche Erfolge
| Saison | Veranstaltung             | Disziplin    | Platz | Name         |
| ------ | ------------------------- | ------------ | ----- | ------------ |
| 2006   | Juniorenweltmeisterschaft | Team         | 2     | China        |
| 2006   | Juniorenweltmeisterschaft | Herreneinzel | 3     | Zhou Wenlong |
| 2008   | Chinesische Meisterschaft | Herreneinzel | 1     | Zhou Wenlong |
| 2009   | Asienmeisterschaft        | Herreneinzel | 5     | Zhou Wenlong |
| 2011   | Russia Open               | Herreneinzel | 1     | Zhou Wenlong |